# Teclaia recincolae
Teclaia recincolae är en nässeldjursart som beskrevs av Gili, Bouillon, Pagès, Palanques och Puig 1999. Teclaia recincolae ingår i släktet Teclaia och familjen Teclaiidae. Inga underarter finns listade i Catalogue of Life.